# 體育王國
體育王國（たいいくおうこく）是日本TBS電視台中從2002年10月12日開始播出的運動競技節目。

## 摘要
由於「挑戰冠軍王」中的意外事故，加強了安全對策而播出。第11、12回時極限體能王SASUKE屬於此節目的特別節目。日本以外的國家並未播出，全部的競技都以挑戰冠軍王為主軸，推出了類似的單元。

## 播出時間
日本每個星期六19時播出。

## 出演者
- ，現在是報道Station主持人
- （2002年10月12日～2003年1月25日）
- （2003年4月12日～2003年9月13日）

## 代表的競技

### 普通節目
SASUKE Junior
以12歲以下的小孩為主，設計一些小關卡，讓小朋友們體驗極限體能王的難度。其中分為Regular Stage以及Final Stage。
SASUKE Senior
以15歲以上的青年為主，主要是為了讓他們回味以前體格強魄的時期，獲得成就感。在極限體能王裡也有參賽的原島雅美、倉持捻都有參賽。
Struck Out（ストラックアウト）
與『挑戰冠軍王』中的棒球九宮格類似，你可以選擇200萬元的球道或300萬元的，每次有12顆球，只要在這12顆球內把九塊壓克力版打下就算獲勝。不過如果失敗四次的話，遊戲即告結束。松阪大輔也有參賽，在300萬元的球道中打下了8顆球，全破者是児玉みゆき，是本節目開辦以來唯一一位過關者。
Kick Target（キックターゲット）
與『挑戰冠軍王』中的棒球九宮格類似，全破獎金200萬元。
Monkey Bars（モンキーバース）
必須闖過100公尺的雲梯，沒有限制時間。不過在起點時你必須在30秒以內做舉重上下10回（啞鈴約30公斤）；20公尺時必須在40秒內做「ローラー」五回；40公尺時則是要在40秒內做20次伏地挺身。如果全部過關就可以獲得極限體能王SASUKE的挑戰權及30萬元日幣獎金。極限體能王全明星中的竹田敏浩也有參加，但是在95.6公尺的地方落敗。此外在極限體能王也有參加的山田康司、小林信治等都有參賽，且都創下驚人紀錄。

### 特別節目
- 極限體能王：詳情請參考極限體能王SASUKE

## 外部連結
- 体育王国公式網站